# Pradell (tipografía)
Pradell es una familia tipográfica diseñada por Andreu Balius a partir de los tipos de imprenta españoles de la segunda mitad del siglo XVIII y, en concreto, de los tipos grabados por el punzonista catalán Eudald Pradell (Ripoll 1721- Barcelona 1788). Fue diseñada entre el 2001 y 2003 como resultado de un trabajo de investigación histórico acerca de la tipografía española del XVIII, tomando el nombre de "Pradell" como homenaje y memoria a este grabador que tanto contribuyó a la renovación de los repertorios tipográficos. La tipografía Pradell es, por tanto, una interpretación histórica que, partiendo de los rasgos característicos de la época aporta la contemporaneidad necesaria para hacer de este tipo de letra una buena herramienta para la composición de texto.

## Pradell, Eudald
Eudald Pradell (1721-1788) nació en Ripoll (Girona). Aprendió de su padre el oﬁcio de armero, adquiriendo conocimientos sobre el arte de grabar punzones. Pradell estableció su propio taller como maestro armero en Barcelona y abrió sus primeros punzones en el grado de letra «Peticano» hacia el año 1758. Dada la calidad del material realizado y la gran falta del mismo en España, el Rey Carlos III le pensionó para que grabara nuevos tipos de letra para abastecer el obrador de la Imprenta Real. Pradell se trasladó a Madrid e instaló en la ciudad su propio taller de grabado y fundición de letra. Muere en Barcelona en el año 1788.
Existen algunos proyectos de recuperación de sus tipos de letra:

## Pradell
Recuperada en 2002 por Andreu Balius y distribuida por la fundición digital Typerepublic.
Fue premiada con un "Excellence in Type Design" en 2001 en la competición Bukva:raz! organizada por la «Asociation Typographique Internationale» (ATypI) y con el Excellence in Type design por el «Type Directors Club», en el año 2002.
Puede ver una muestra de la tipografía en su página web y puede adquirirla en Typerepublic.com.

## Eudald
Recuperada por Mario Feliciano en 1998 bajo el nombre provisional de "Pradell Ibarra".
Puede ver una muestra de la tipografía en Revista TR número 2 (enlace roto disponible en Internet Archive; véase el historial, la primera versión y la última)., página 26.
Más tarde, Mario Feliciano desarrolló una familia que tomó el nombre definitivo de EUDALD. Contiene las variantes Eudald News, Eudald Headlines y Eudald Fine (Roman e Itálica). Es una tipografía comercial.
Puede ver una muestra de la tipografía y adquirirla desde su página web Archivado el 22 de agosto de 2009 en Wayback Machine..